# Auðr
Na mitologia nórdica, Aud, ou Audr (em nórdico antigo Auðr) é filho da personificação da noite, Nótt com a paternidade de Naglfari, e tio de Thor. Audr é atestado na Edda em prosa escrita no século XIII por Snorri Sturluson e na poesia do escaldo em norueguês antigo.

## Atestados
Na Edda em prosa, Audr é mencionado três vezes, uma vez no livro Gylfaginning e duas vezes no Skáldskaparmál. No capítulo 10 de Gylfaginning, Hár diz que, durante o casamento de Nótt com Naglfari, o casal teve um filho, Audr. No capítulo 24 de Skáldskaparmál, meios de se referir a Jord, a personificação da Terra, são fornecidos, incluindo "irmã de Audr" e "irmã de Dagr", a personificação do Dia. No mesmo capítulo, uma obra escalda do século X, Alfredo, o Poeta Perturbado, está previsto que menciona Audr ("esplêndida irmã de Audr").